# Kepler-4
Désignations
Kepler-4 est une étoile dans la constellation du Dragon qui se trouve à une distance de ∼ 1 630 a.l. (∼ 500 pc) de la Terre.

## Système planétaire
La découverte d'une exoplanète en orbite autour de Kepler-4 a été annoncée le 4 janvier 2010. Elle a été réalisée grâce au télescope Kepler, par la méthode du transit astronomique.
| Planète    | Masse (MJ) | Période orbitale (d) | Demi-grand axe (ua) | Excentricité |
| ---------- | ---------- | -------------------- | ------------------- | ------------ |
| Kepler-4 b | 0,077      | 3,2135               | 0,04558             | 0 (fixé)     |